# Sieć odwrotna
Sieć odwrotna – pojęcie abstrakcyjne, wprowadzone dla ułatwienia krystalograficznej interpretacji obrazów dyfrakcyjnych (zob. np. obraz Lauego); aby skonstruować sieć odwrotną określonej rzeczywistej sieci krystalicznej:
1. z dowolnego węzła sieci rzeczywistej wyprowadza się proste normalne do każdej z rodzin płaszczyzn sieciowych,
2. wzdłuż tych prostych rozmieszcza się węzły sieciowe stosując translację o wektor sieci odwróconej[2][3].

## Rzeczywista sieć przestrzenna i jej transformacje translacyjne
„Sieć przestrzenna” Bravais’go (translacyjna) jest układem regularnie rozmieszczonych w przestrzeni punktów geometrycznych, w których jest lokalizowana jednakowa „baza” – atomy, jony lub cząsteczki o różnym stopniu złożoności. Te punkty są nazywane „węzłami sieci”. „Płaszczyzną sieciową” jest każda płaszczyzna, na której leżą co najmniej trzy węzły nie należące do jednej prostej. Wszystkie płaszczyzny tworzą rodziny płaszczyzn równoległych (równoważnych), opisywanych zespołem trzech wskaźników Millera (h k l). Opis „struktury krystalicznej” obejmuje informacje o rodzaju sieci przestrzennej i o jej bazie.
Sieć przestrzenna jest niezmiennicza na transformację translacyjną o wektor {\displaystyle T}:
{\displaystyle T=n_{1}a+n_{2}b+n_{3}c,}
gdzie:
{\displaystyle n_{1},n_{2},n_{3}} – liczby całkowite,
{\displaystyle a,b,c} – proste wektory sieci rzeczywistej (wektory bazowe, wektory podstawowe).
Wybór kompletu wektorów prostych decyduje o kształcie i wielkości komórki elementarnej (komórki prostej), która może nie być komórką o najmniejszej objętości (minimalną objętość ma zawsze komórka Wignera-Seitza).

## Tworzenie i cechy sieci odwrotnej

Dyfrakcja i interferencja światła w doświadczeniu Younga

Schemat powstawania dyfraktogramu Lauego

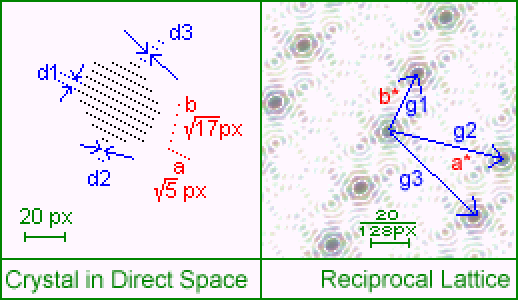
Porównanie cech sieci rzeczywistej i odwrotnej

Sieć odwrotna nie jest określona w przestrzeni rzeczywistej (nie można z nią wiązać żadnych obiektów materialnych), lecz w przestrzeni wektorów falowych {\displaystyle k}.
Inspiracją do prób opisu przestrzeni wektorów falowych był obserwacje zjawiska dyfrakcji promieniowania rentgenowskiego przechodzącego przez sieć krystaliczną, np. powstawania lauegramów (Max von Laue, 1912) było uznanie tego promieniowania za falę elektromagnetyczną (nie było to wówczas oczywiste), która pobudza elektrony atomów bazy powodując, że węzły sieci stają się źródłami fal kulistych (zob. też dyfrakcja). Fale biegnące z wielu takich punktowych źródeł ulegają superpozycji – zachodzi interferencja, analogiczna do interferencji fal kulistych opuszczających dwie szczeliny w doświadczeniu Younga. Uznając sieć przestrzenną za 3-wymiarową siatkę dyfrakcyjną należało opisać trójwymiarową przestrzeń wektorów falowych. Takim opisem jest sieć odwrotna – trójwymiarowa przestrzeń wektorów falowych. Została opisana z użyciem transformacji Fouriera.
Wspólną cechą sieci prostej i odwrotnej jest możliwość wyróżnienia węzłów (określonych punktów) i analizowania symetrii.
Przekształceniom sieci rzeczywistej, polegającym na translacjach o wektor:
{\displaystyle R=na_{1}+ma_{2}+pa_{3}}
odpowiadają transformacje jej sieci odwrotnej, polegające na translacji o wektor:
{\displaystyle G=hg_{1}+kg_{2}+lg_{3},}
gdzie:
{\displaystyle g_{1},g_{2},g_{3}} – wektory sieci odwrotnej,
{\displaystyle g_{1}=2\pi /V\cdot (a_{2}\times a_{3}),}
{\displaystyle g_{2}=2\pi /V\cdot (a_{3}\times a_{1}),}
{\displaystyle g_{3}=2\pi /V\cdot (a_{1}\times a_{2}),}
{\displaystyle V=a_{1}\cdot (a_{2}\times a_{3})} – objętość komórki elementarnej w sieci prostej.
Każdemu z wektorów {\displaystyle G} odpowiada określona rzeczywista płaszczyzna sieciowa (wskaźniki Millera h, k, l), do której jest on prostopadły. W tak zdefiniowanej przestrzeni wektorów falowych wyznacza się komórkę elementarną, określoną przez wektory proste {\displaystyle g_{1},} {\displaystyle g_{2}} i {\displaystyle g_{3}}. Najmniejsza elementarna komórka sieci odwrotnej, która odpowiada komórce Wignera-Seitza, jest nazywana pierwszą strefą Brillouina.
Geometryczną interpretacją zjawiska powstawania dyfraktogramów rentgenowskich, sporządzanych dla różnych kątów padania promieniowania X i różnych długości fali {\displaystyle (\lambda ),} jest konstrukcja P.P. Ewalda (sfera Ewalda).